# St. Marien (Trebbin)

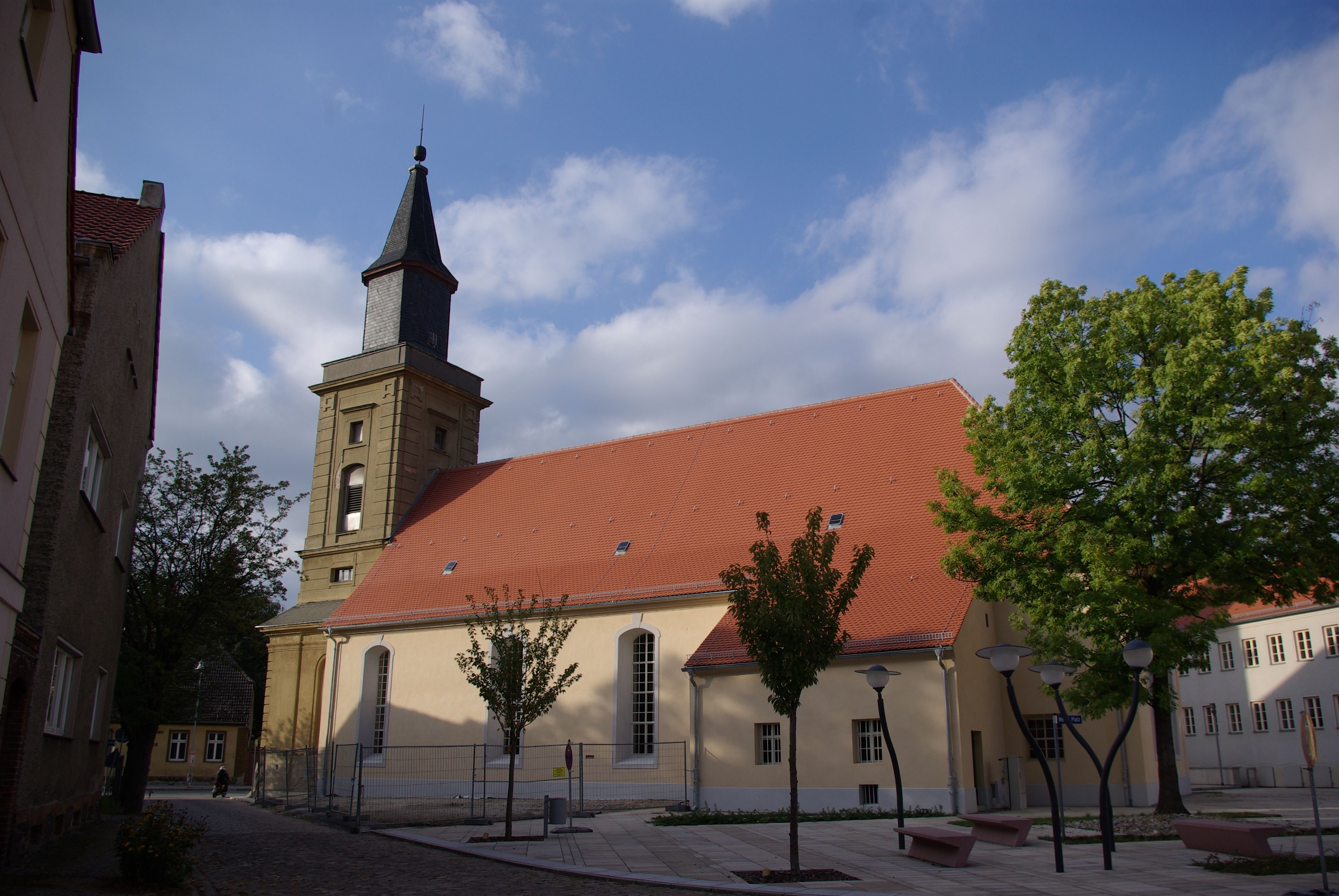
Stadtkirche St. Marien in Trebbin

St. Marien ist die evangelische Stadtkirche in Trebbin, einer amtsfreien Stadt im Landkreis Teltow-Fläming in Brandenburg.

## Geschichte
Die Kirche fußt auf den Grundmauern eines gotischen Vorgängerbaus, der im 13. Jahrhundert aus Feldsteinen erbaut wurde.  Die Kirche stand dauerhaft unter einem Patronat und erhielt 1710 auf Geheiß Friedrich I. eine Kanzel, was in einer darüber angebrachten Kartusche mit den Buchstaben FR gekennzeichnet wurde. Friedrich II. gab 1740 den Befehl, die Kirche erheblich umzubauen. Unter der Leitung des Architekten Christian Friedrich Feldmann entstand bis 1744 ein deutlich größerer Bau, der sich architektonisch an die Garnisonkirche in Potsdam mit ihrem Quersaal anlehnt. Der Altar wurde von seinem ursprünglichen Standort im Osten der Kirche nach Süden versetzt. Feldmann baute weiterhin eine umlaufende Empore ein, die auf toskanischen Holzsäulen ruht und lediglich am Altar unterbrochen wurde. 1755 ersetzte man den hölzernen Kirchturm durch ein größeres, aus Steinen gebautes Modell. Nach Ende des Siebenjährigen Krieges erhielt er 1764 einen Turmkopf mit Spitze.
1905 stiftete ein kinderloses Ehepaar eine Sauer-Orgel. 1908 erhielt die Kirche eine elektrische Beleuchtung. Eine umfangreiche Innensanierung führte man im Jahr 1978 durch. Im Oktober 1986 brachen zwei Jugendliche in die Kirche ein und beschädigten die Orgel, Bänke und Teile des Altars. Von 2006 bis 2009 restaurierte man die Orgel. In den Jahren 2007 bis 2009 sanierte man den Dachstuhl sowie die Außenfassade. Ein Jahr später wurde der Turm mit seinen drei Glocken saniert. Die Gesamtkosten betrugen 1,34 Millionen Euro. Die Einweihungsfeier fand am 4. September 2011 statt.

## Ausstattung
Neben dem Altar befinden sich in der Kirche drei Kronleuchter aus dem 19. Jahrhundert. Die Schalldeckel sind mit einer Strahlensonne sowie Schnecken verziert. Seitlich sind mehrere Putten sowie ein Kreuz mit einer Bibel angebracht. Die umlaufende Empore ruht auf toskanischen Säulen und wird nur durch den Kanzelaltar unterbrochen. Auf der westlichen Seite steht die Orgel mit einem klassizistischen Prospekt.